# Preludio all'amore - All the Romantic Hits
Preludio all'amore: All the romantic hits è la settima compilation dei Rondò Veneziano pubblicata nel 1996 dalla BMG Ariola. 
Le composizioni sono tratte dagli album Rondò Veneziano, La Serenissima, Scaramucce, Barocco, Venezia 2000, Odissea Veneziana, Masquerade, Magica melodia, The Genius of Vivaldi, Mozart, Beethoven, Il mago di Venezia.

## Tracce
1. San Marco (Gian Piero Reverberi e Laura Giordano) - 3:20
2. Rondò veneziano (Gian Piero Reverberi e Laura Giordano) - 3:30
3. Musica...fantasia (Gian Piero Reverberi e Laura Giordano) - 2:50
4. Bettina (Gian Piero Reverberi e Laura Giordano) - 3:11
5. Arlecchino (Gian Piero Reverberi e Laura Giordano) - 2:07
6. Fantasia veneziana (in la maggiore) (Gian Piero Reverberi e Laura Giordano) - 3:37
7. Preludio all'amore (Gian Piero Reverberi e Laura Giordano) - 3:00
8. Le dame, i cavalieri (Gian Piero Reverberi e Laura Giordano) - 2:55
9. Don Giovanni (Wolfgang Amadeus Mozart, Gian Piero Reverberi e Ivano Pavesi) - 7:25
10. Canaletto (Gian Piero Reverberi e Ivano Pavesi) - 4:20
11. Cimento dell'armonia (Antonio Vivaldi, Gian Piero Reverberi e Ivano Pavesi) - 3:14
12. Magica melodia (Gian Piero Reverberi e Ivano Pavesi) - 3:24
13. Canal grande (Gian Piero Reverberi e Laura Giordano) - 2:35
14. Pulcinella (Gian Piero Reverberi e Laura Giordano) - 4:01
15. Visioni di Venezia (Gian Piero Reverberi e Laura Giordano) - 3:58
16. Perle d'oriente (Gian Piero Reverberi e Laura Giordano) - 2:46